# Oberscharführer

Galón de SS-Oberscharführer.

emblema de cuello para un SS-Oberscharführer.

Oberscharführer fue uno de los rangos militares para suboficial usado tanto en las Sturmabteilung (SA, Sección de asalto) como en las Schutzstaffel (SS, cuerpo de protección) pertenecientes a la Alemania nazi.
Su traducción bien podría ser "jefe superior de fila en la unidad de asalto". Este rango seguía la tradición de las tropas de asalto, originadas en la Primera Guerra Mundial, en las que el título de oberscharführer lo ejercía el suboficial al mando de una columna de efectivos militares o paramilitares.
El título de oberscharführer de las SA se creó por primera vez en 1934, siendo uno de los primeros que posteriormente adoptarían las SS. Es el segundo rango más alto entre los suboficiales, equivalente al sargento mayor o brigada.
Un SS-oberscharführer famoso fue Karl Silberbauer, quien detuvo en Holanda a la joven escritora judía Anne Frank y a su familia.

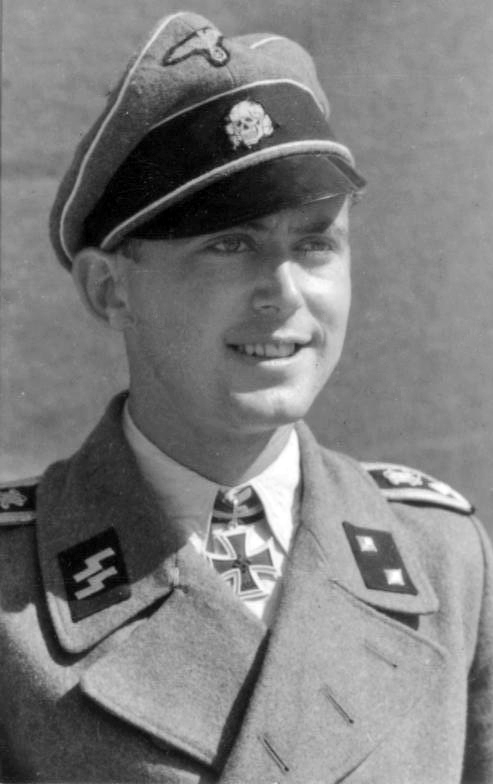
El SS-oberscharführer Kurt Sametreiter.

- Datos: Q310732
- Multimedia: SS-Oberscharführer / Q310732